# 竹江天后宫
竹江天后宫，位于中国福建省宁德市霞浦县的竹江岛上，是当地信众为供奉媽祖而建立的庙宇，岛东西两侧各有一座，分别名为前澳天后宫和后湾（后澳）天后宫，始建年代都在宋元时期。其中，位于岛西侧的前澳天后宫是2005年5月11日公布的第六批福建省文物保护单位。

## 前澳天后宫

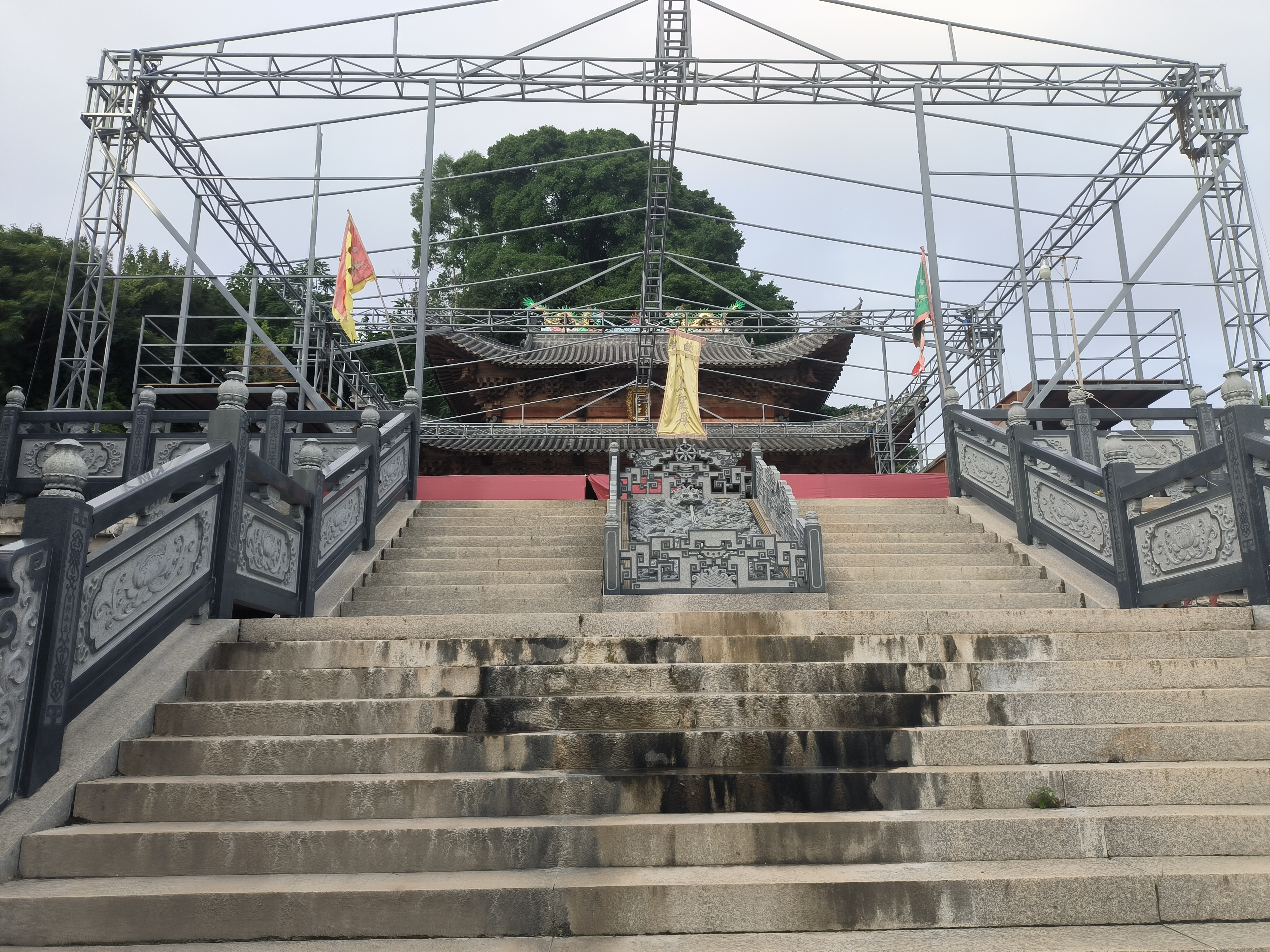
正在修缮的前澳天后宫，摄于2023年8月。

### 历史
前澳天后宫，原名顺济庙，是闽东沿海历史最悠久且保存最完整的清代古建筑之一。该建筑最早建造于南宋宝庆年间（一说庆元年间），是由来到岛上定居的張姓人士所兴建的一座小妈祖庙，俗称“小宫”，元明时期，因渔业丰收，岛民兴建“顺济庙”供奉妈祖。清朝康熙二十九年（1690年），岛上信众在顺济庙北面重建新天后宫，形成今日建筑之格局。1986年，前澳天后宫被列为霞浦县文物保护单位。2005年，前澳天后宫以“竹江天后宫”的名义入选第六批福建省文物保护单位，历史年代为明、清。2020年，天后宫发生火灾，但未造成过大的损失。

### 建筑
前澳天后宫于康熙年间重建后，总面积727.4平方米，包括521.3平方米的大宫和206.08平方米的小宫，大宫前后两进格局，小宫与大宫紧邻衔接，均为硬山顶式砖木结构。建筑自西向东依次为照墙和左右两侧的通道，正门门楣悬挂五龙缠绕神牌，中间镶嵌“天后宫”牌匾，檐下则饰以五层斗拱，檐口翘角。门额上书写有“河清”“海晏”两词，左右边门的门额上的“东辕门”“西辕门”则由清朝书法家张心玄手书。
宫内亦存有戏台、木香炉、神牌等清代造物。戏台左右有迴廊，并竖有一副楹联，台前则有众厅、神厅和神龛，顶上则为七层斗拱装嵌的圆形藻井，环楼上为长23米的腰壁，上有精美的浮雕。神厅左右两侧原各有4幅1870年绘制的工笔画，现仅存4幅，神龛中立有和常人比例相同的妈祖神像。木香炉为康熙三十六年（1697年）制造，长38厘米、宽12厘米、高22厘米，四角呈圭脚形。神牌共大小两座，建造于乾隆年间，大神牌为高浮雕楠木所雕刻，高80厘米，宽34厘米，曾于1994年被借到台湾作为妈祖文物藏品展出；小神牌高25厘米，宽12厘米，造型与大神牌相似。

## 后湾天后宫
后湾天后宫，又名后澳天后宫，始建年代已无考，明朝、清朝和民国时期均有重修，1966年毁于“九三台风”，1994年由台湾人郑淑佑提倡重建，形成今日格局。整体建筑坐南朝北，内有照墙、戏台、中厅和妈祖殿。近年来，后湾天后宫是当地“走水”习俗的重要场所，也常常接待来自马祖、台湾岛的相关宗教人士。